# (46557) 1991 FW3
(46557) 1991 FW3 là một tiểu hành tinh vành đai chính. Nó được phát hiện bởi Henri Debehogne ở Đài thiên văn La Silla ở Chile ngày 22 tháng 3 năm 1991.